# Lijst van woonplaatsen in Overijssel
Een woonplaats is volgens de wet basisregistraties adressen en gebouwen (BAG) een "door het bevoegde gemeentelijke orgaan als zodanig aangewezen en van een naam voorzien gedeelte van het grondgebied van de gemeente." Iedere Nederlandse gemeente is verplicht haar volledige grondgebied in te delen in een of meerdere woonplaatsen. Het Kadaster, de beheerder van de Landelijke Voorziening BAG, kent aan iedere woonplaats een woonplaatscode toe. Deze wordt tussen haakjes achter de naam van de woonplaats weergegeven.

## Almelo

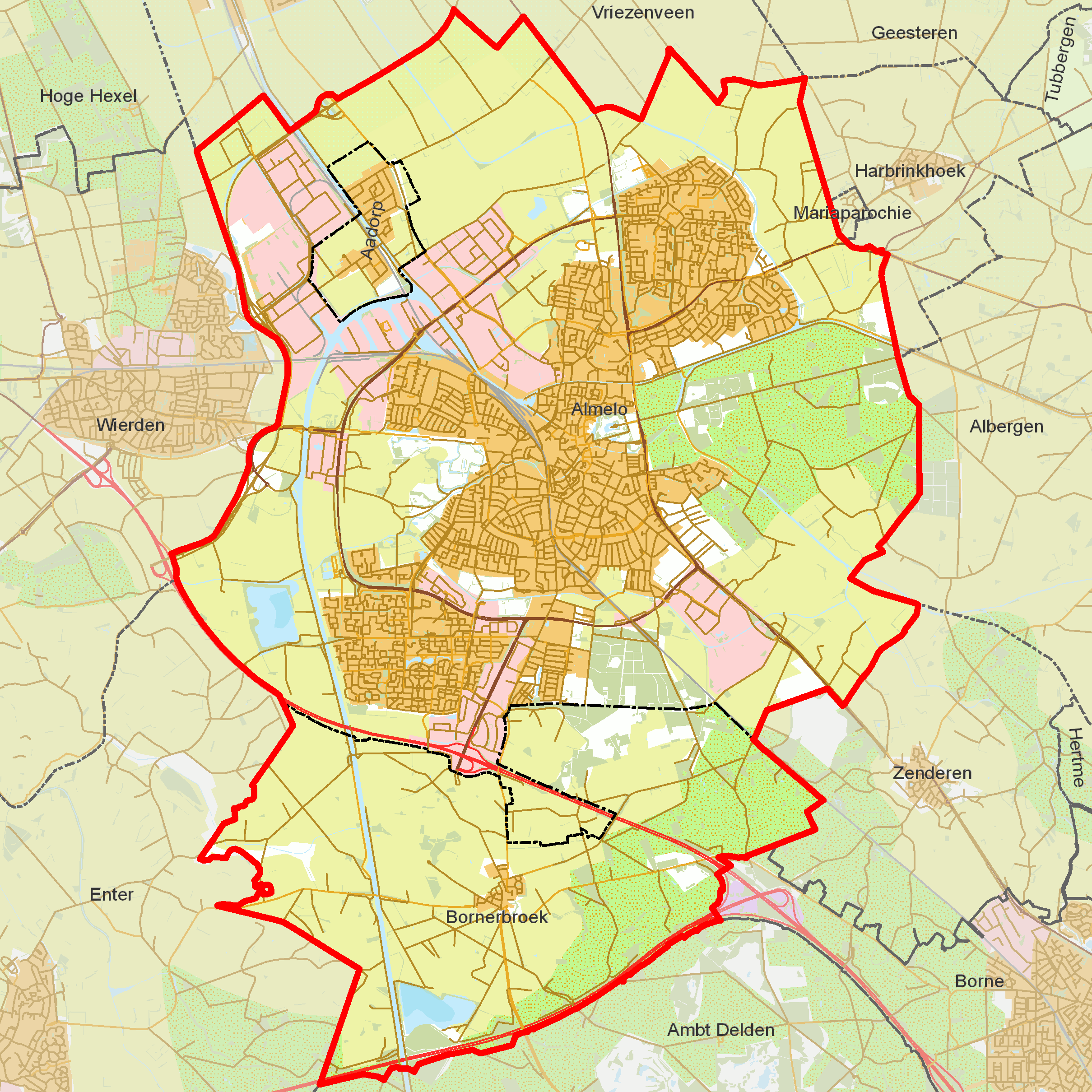
Woonplaatsen in de gemeente Almelo

- Aadorp (1925)
- Almelo (1924)
- Bornerbroek (1926)

## Borne

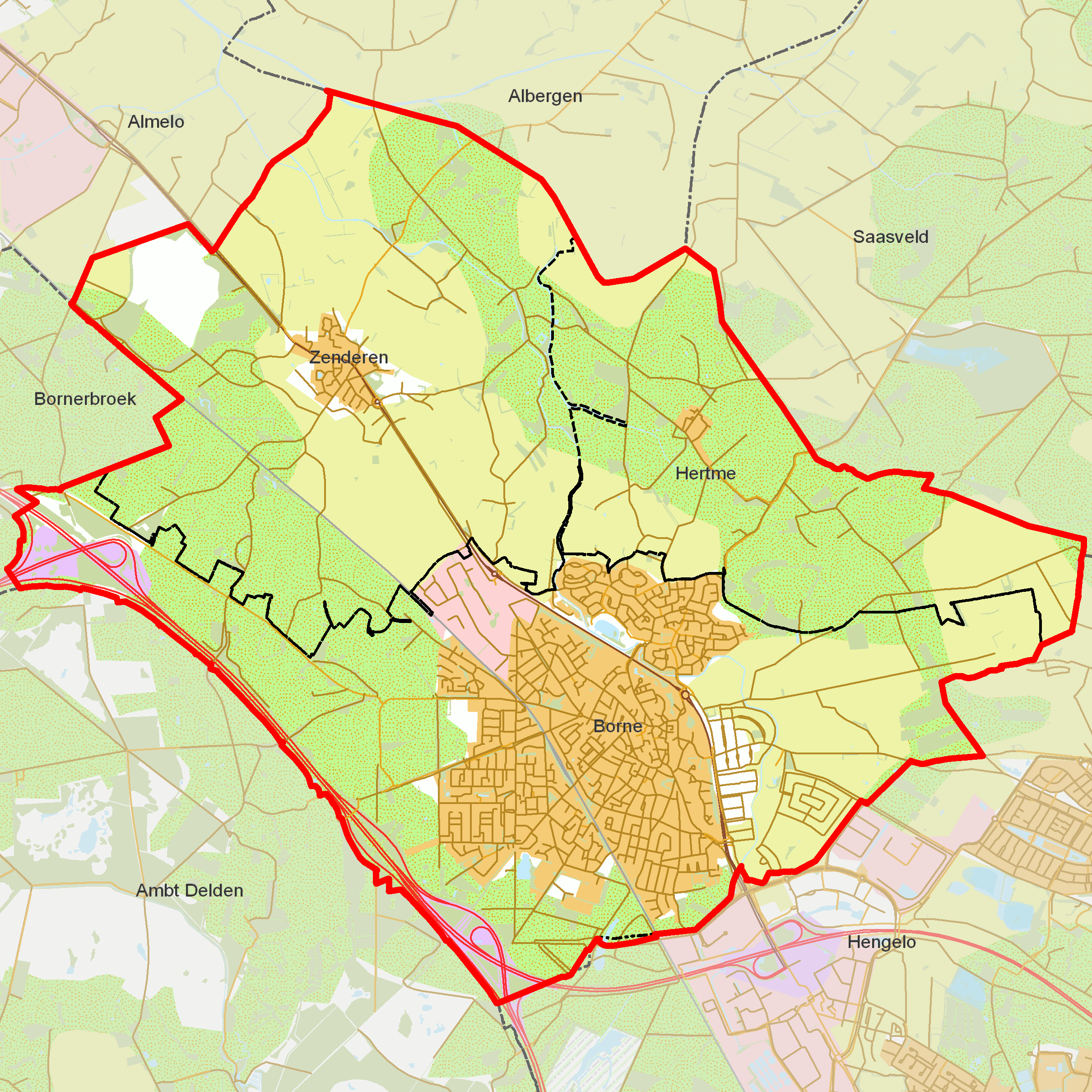
Woonplaatsen in de gemeente Borne

- Borne (3511)
- Hertme (2050)
- Zenderen (2051)

## Dalfsen

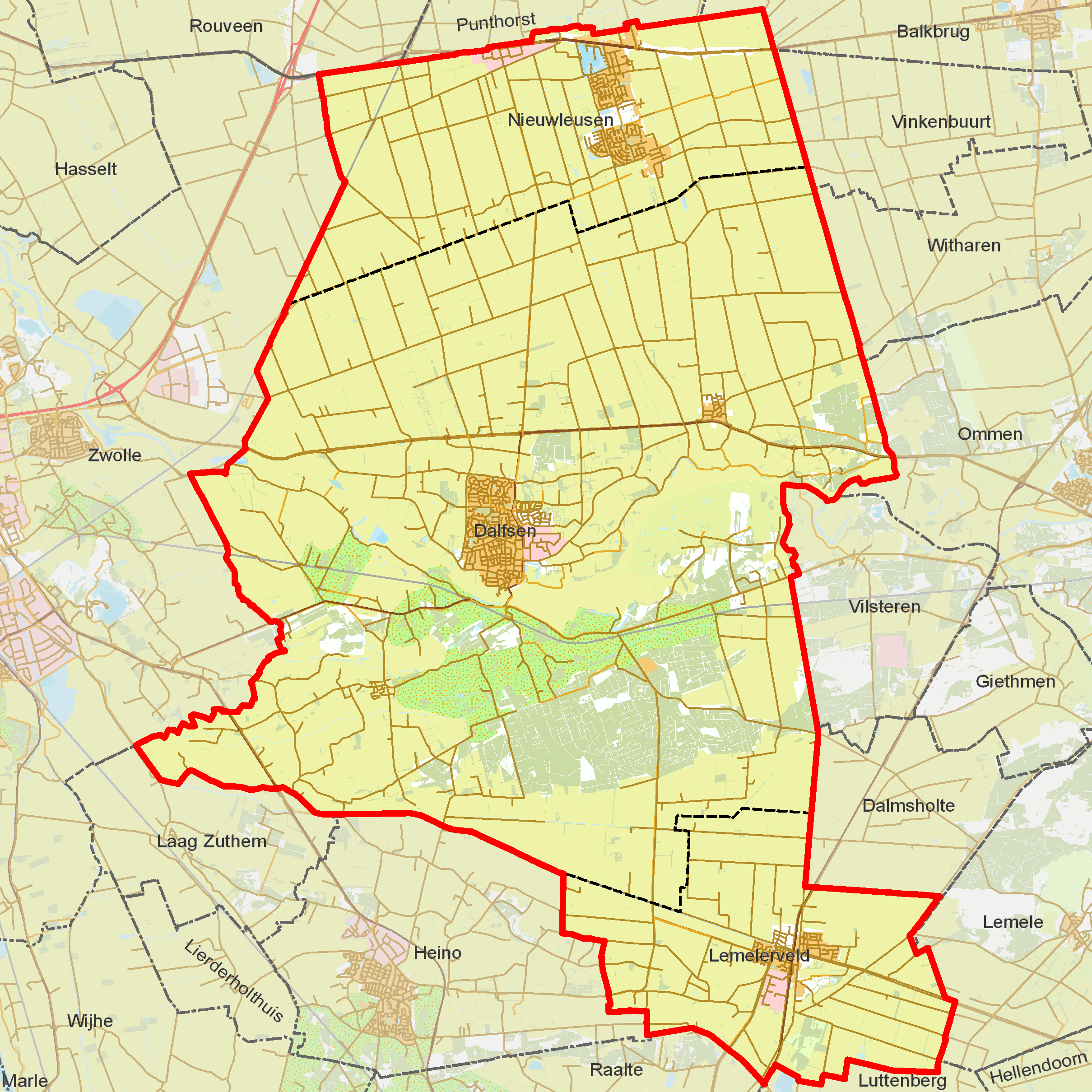
Woonplaatsen in de gemeente Dalfsen

- Dalfsen (1237)
- Lemelerveld (1238)
- Nieuwleusen (1239)

## Dinkelland

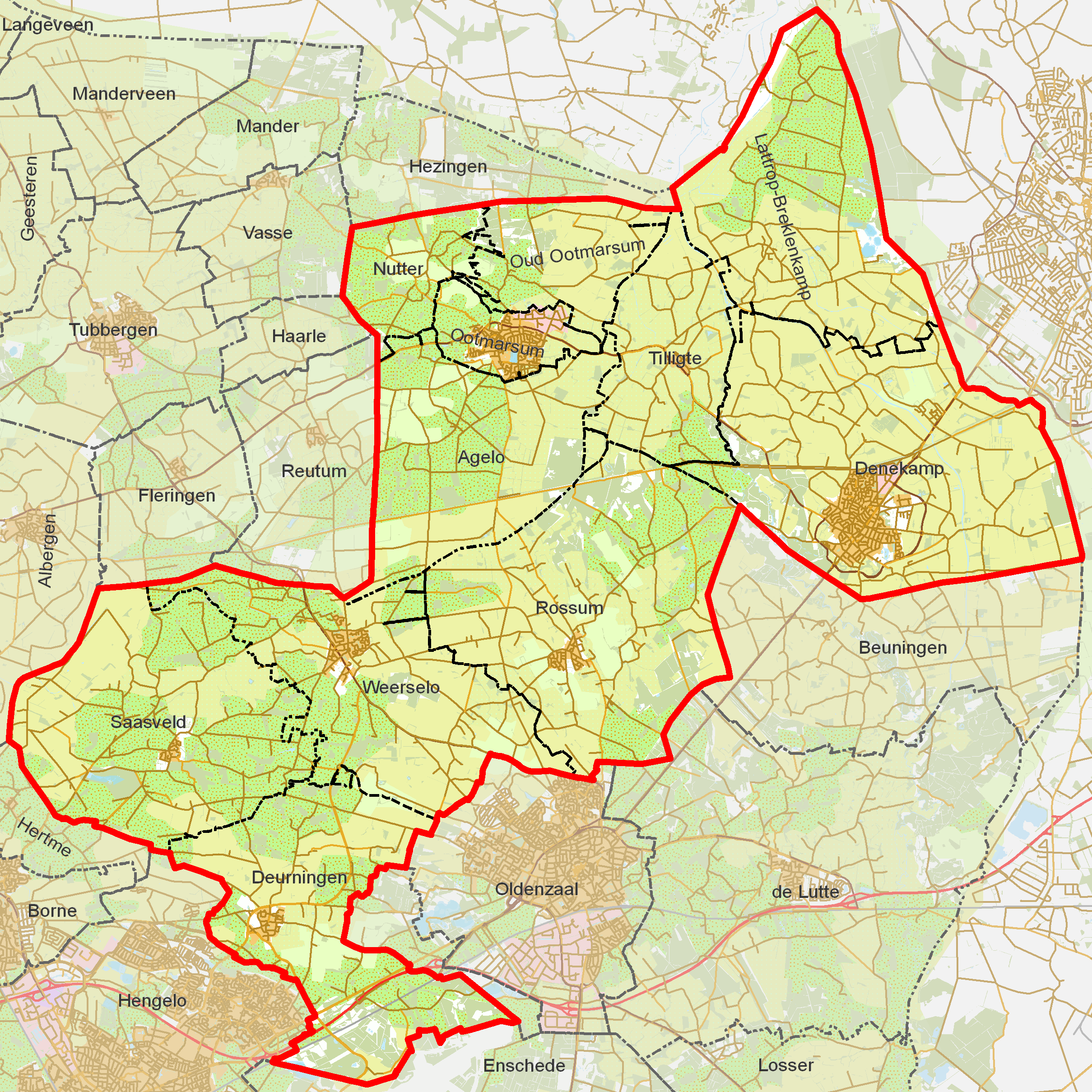
Woonplaatsen in de gemeente Dinkelland

- Agelo (1407)
- Denekamp (1408)
- Deurningen (1409)
- Lattrop-Breklenkamp (1410)
- Nutter (1411)
- Ootmarsum (1412)
- Oud Ootmarsum (1413)
- Rossum (1414)
- Saasveld (1415)
- Tilligte (1416)
- Weerselo (1417)

## Deventer

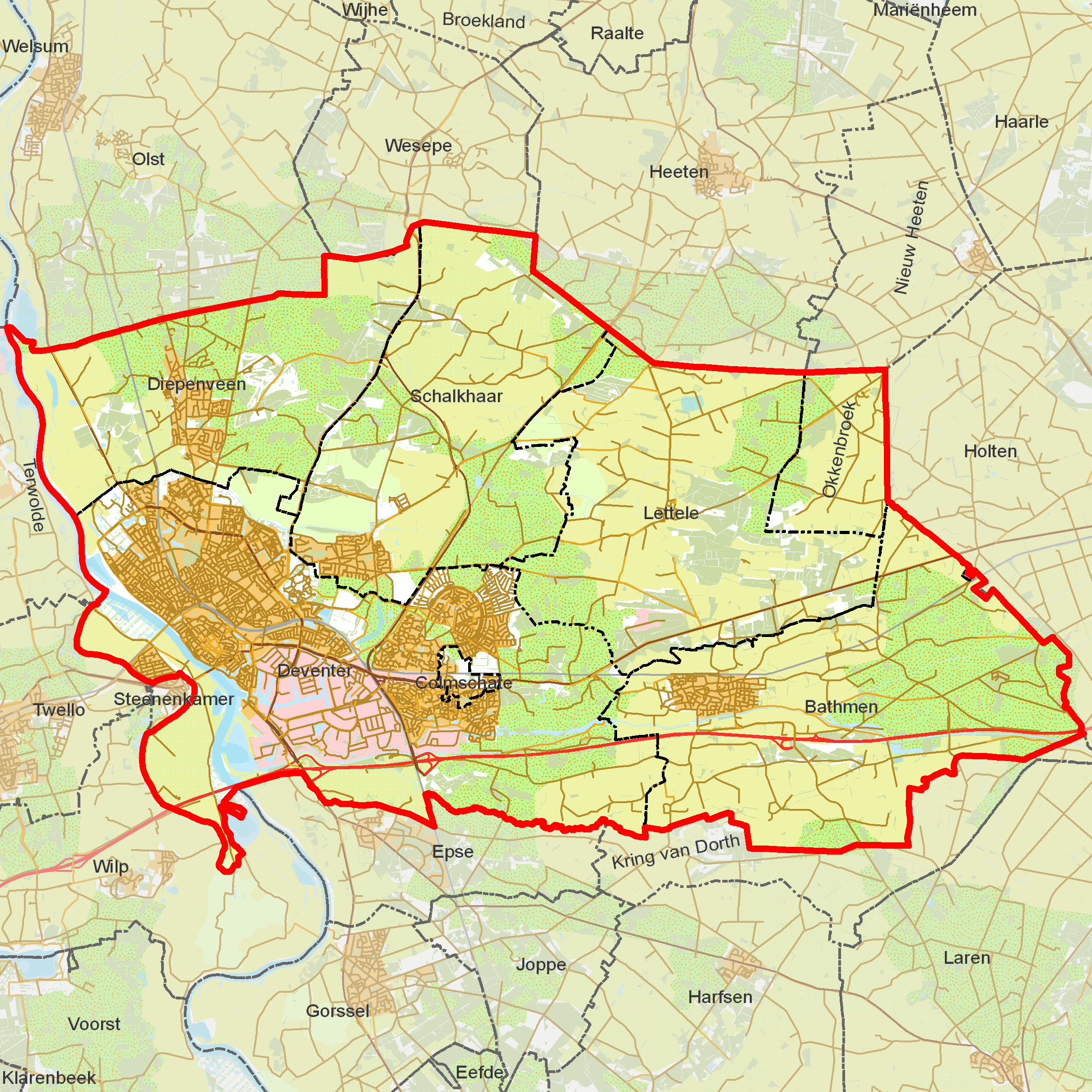
Woonplaatsen in de gemeente Deventer

- Bathmen (2854)
- Colmschate (2855)
- Deventer (2856)
- Diepenveen (2857)
- Lettele (2858)
- Okkenbroek (2859)
- Schalkhaar (2860)

## Enschede

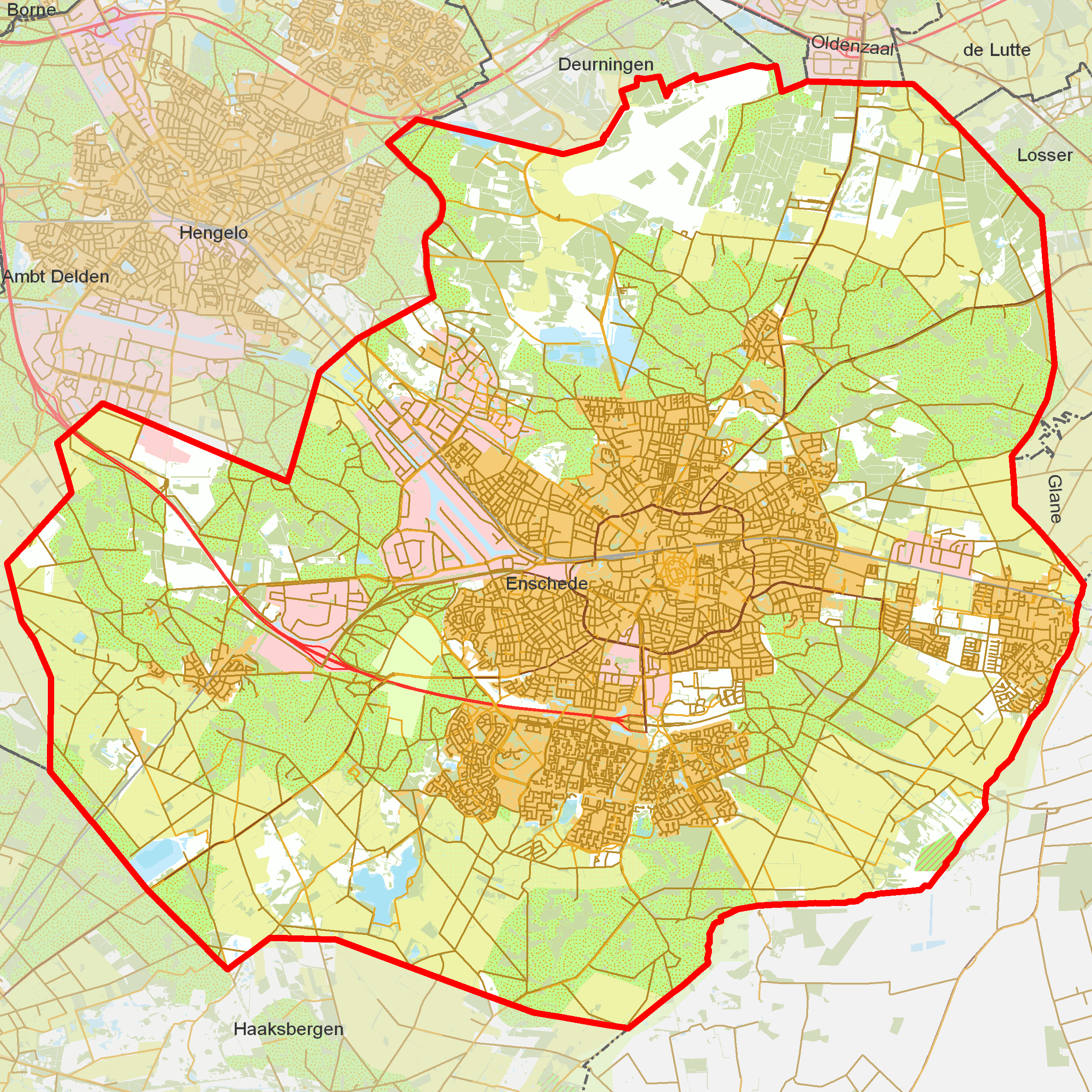
Woonplaatsen in de gemeente Enschede

- Enschede (1145)

## Haaksbergen

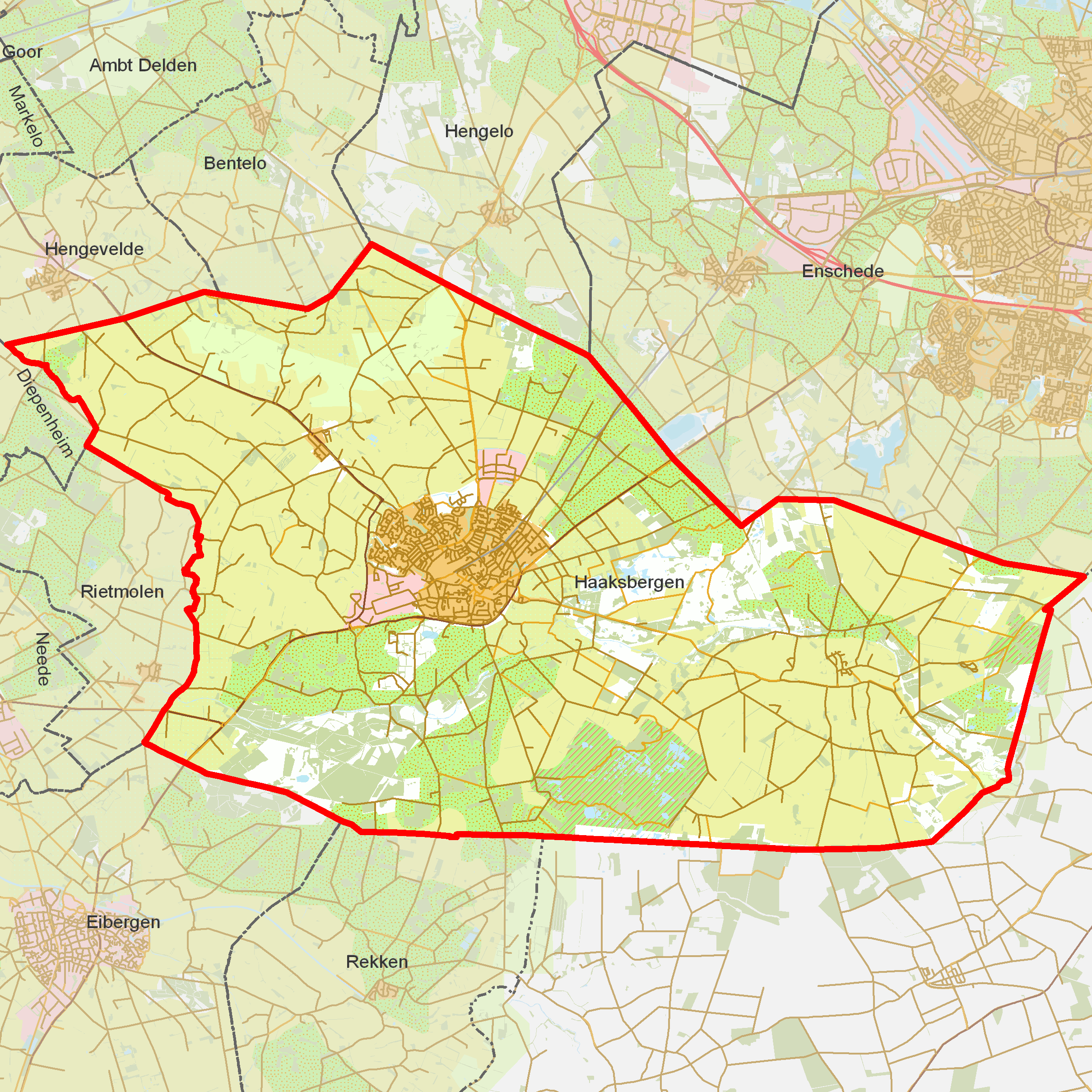
Woonplaatsen in de gemeente Haaksbergen

- Haaksbergen (2347)

## Hardenberg

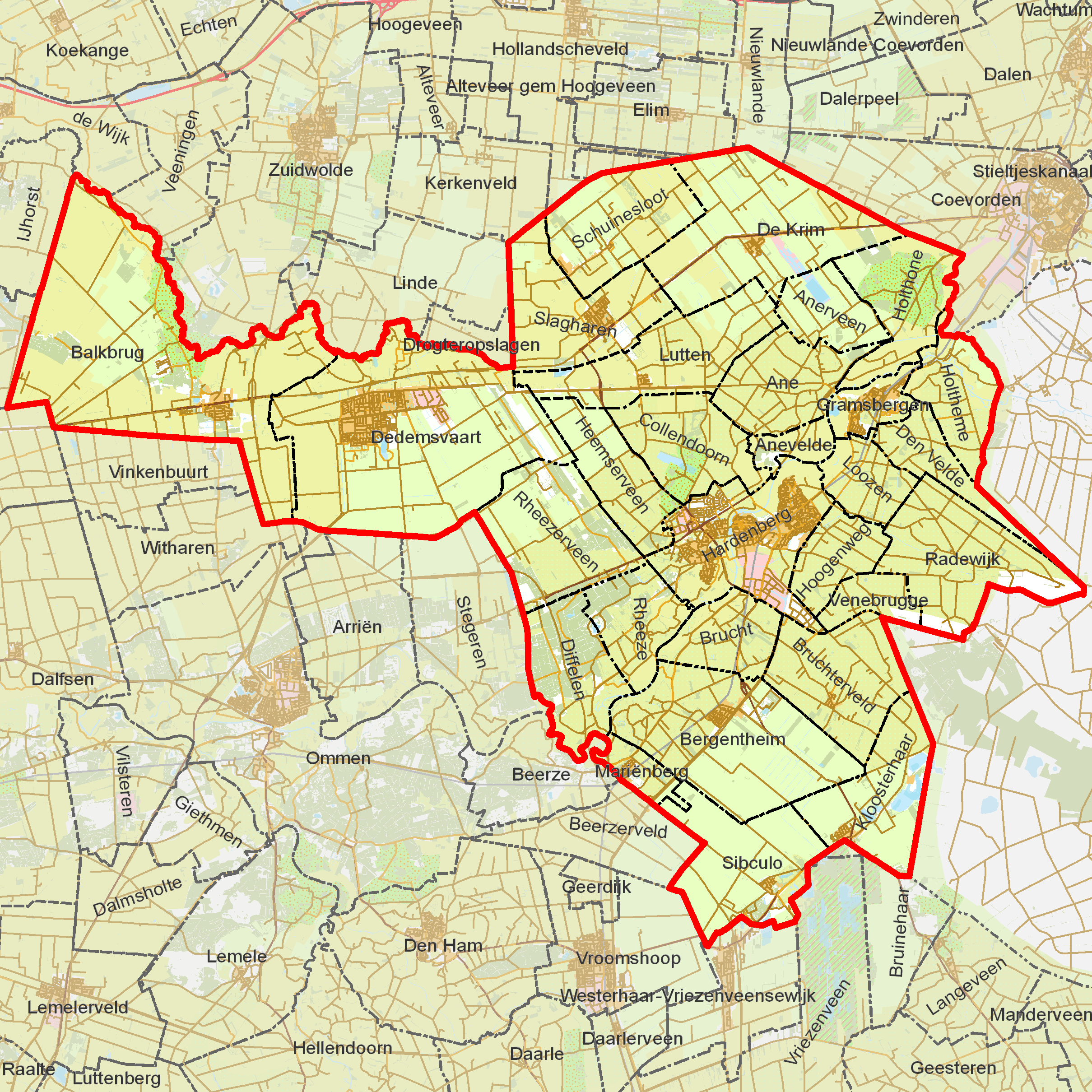
Woonplaatsen in de gemeente Hardenberg

- Ane (1537)
- Anerveen (1538)
- Anevelde (1539)
- Balkbrug (1540)
- Bergentheim (1541)
- Brucht (1542)
- Bruchterveld (1543)
- Collendoorn (1544)
- De Krim (1545)
- Dedemsvaart (1546)
- Den Velde (1547)
- Diffelen (1548)
- Gramsbergen (1549)
- Hardenberg (1550)
- Heemserveen (1551)
- Holtheme (1552)
- Holthone (1553)
- Hoogenweg (1554)
- Kloosterhaar (1555)
- Loozen (1556)
- Lutten (1557)
- Mariënberg (1558)
- Radewijk (1559)
- Rheeze (1560)
- Rheezerveen (1561)
- Schuinesloot (1562)
- Sibculo (1563)
- Slagharen (1564)
- Venebrugge (1565)

## Hellendoorn

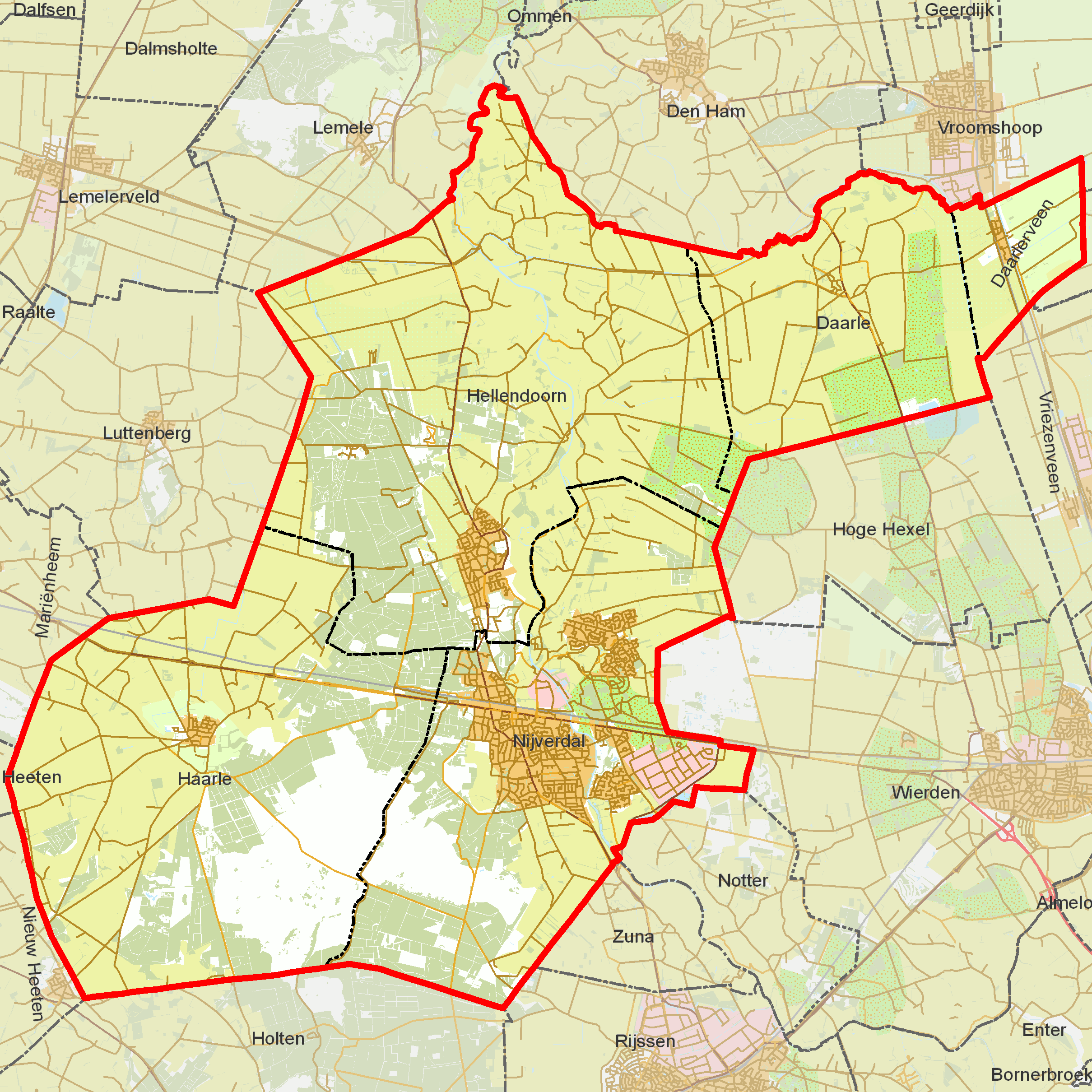
Woonplaatsen in de gemeente Hellendoorn

- Daarle (1038)
- Daarlerveen (1039)
- Haarle (1040)
- Hellendoorn (1041)
- Nijverdal (1042)

## Hengelo

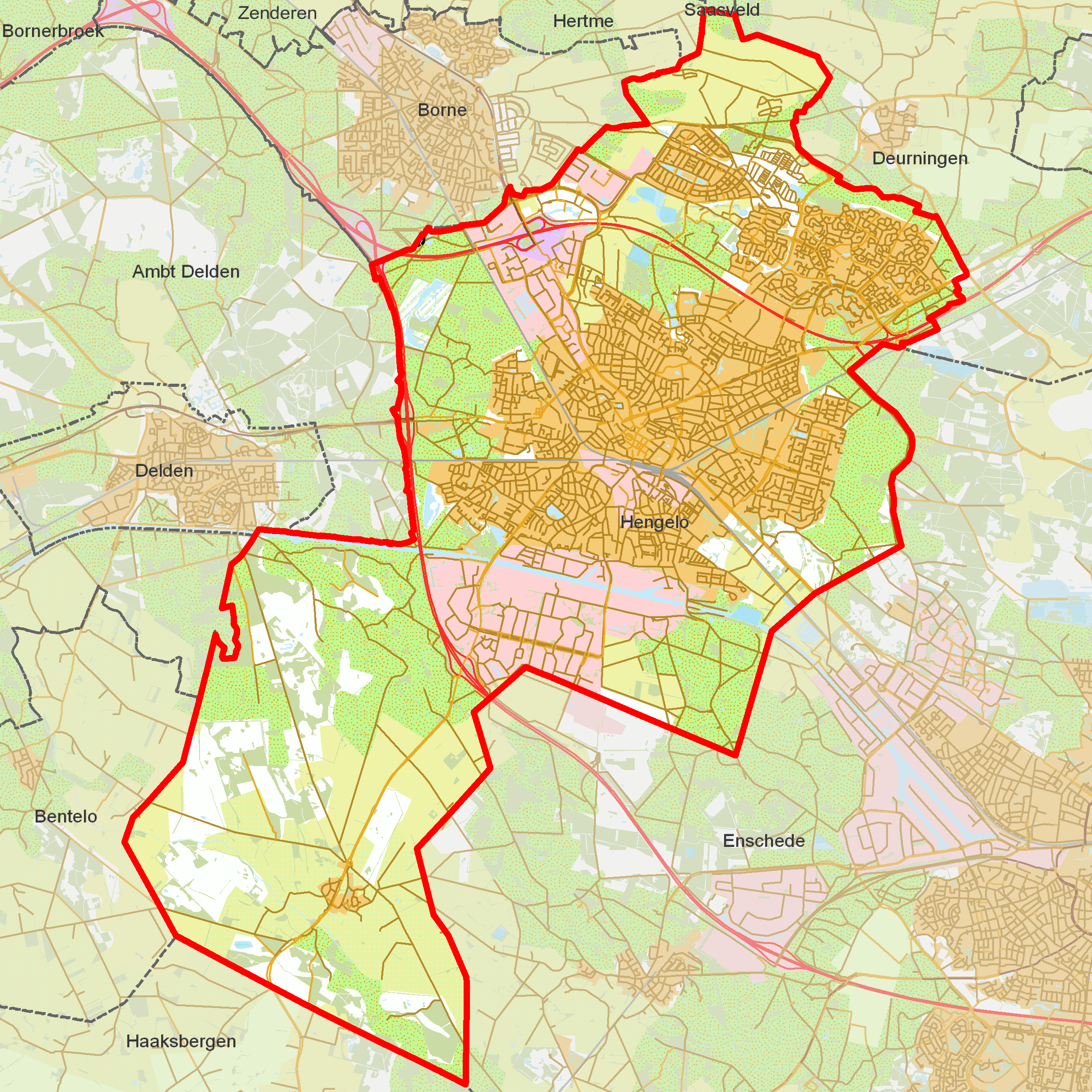
Woonplaatsen in de gemeente Hengelo

- Hengelo (3510)

## Hof van Twente

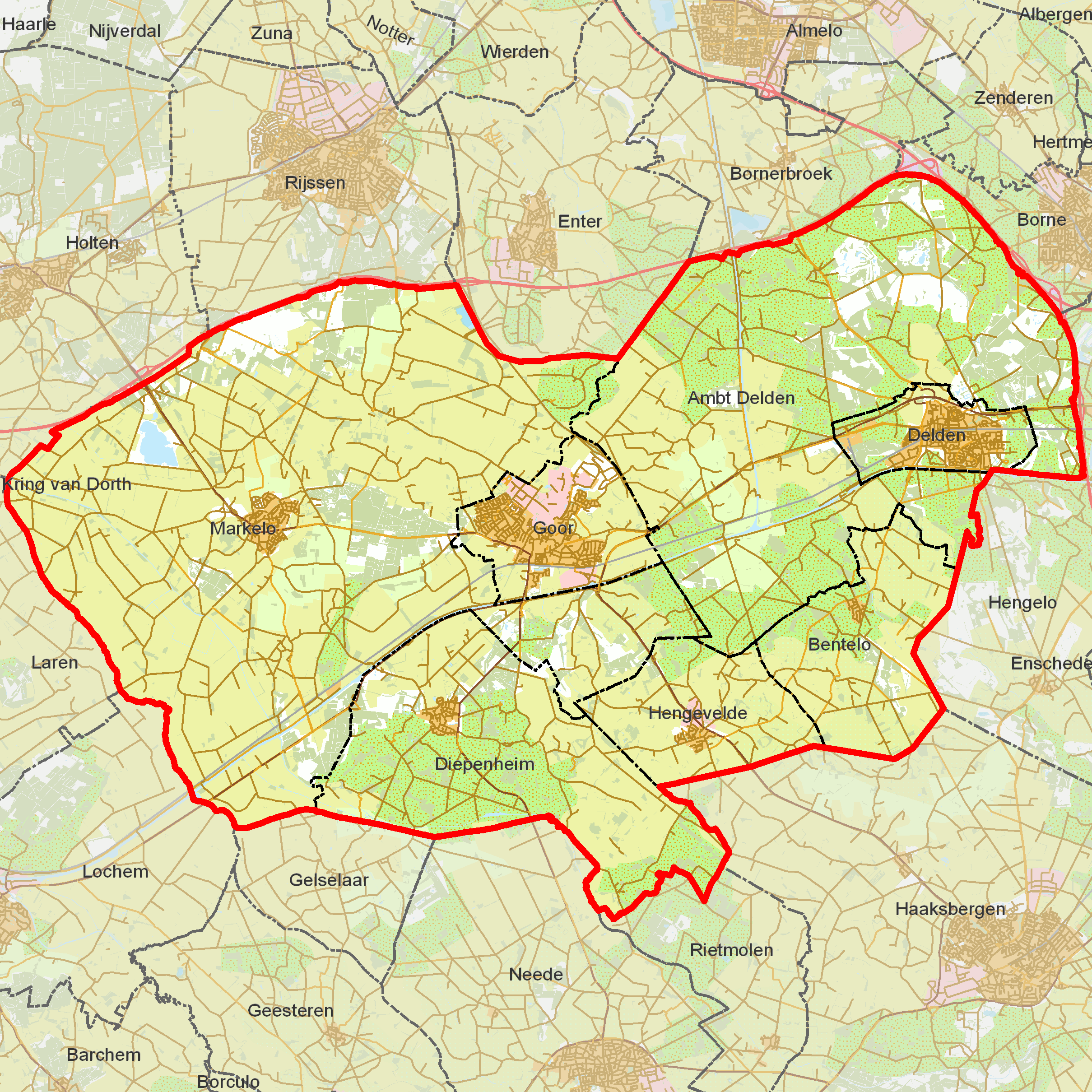
Woonplaatsen in de gemeente Hof van Twente

- Ambt Delden (1438)
- Bentelo (1439)
- Delden (1440)
- Diepenheim (1441)
- Goor (1442)
- Hengevelde (1443)
- Markelo (1444)

## Kampen

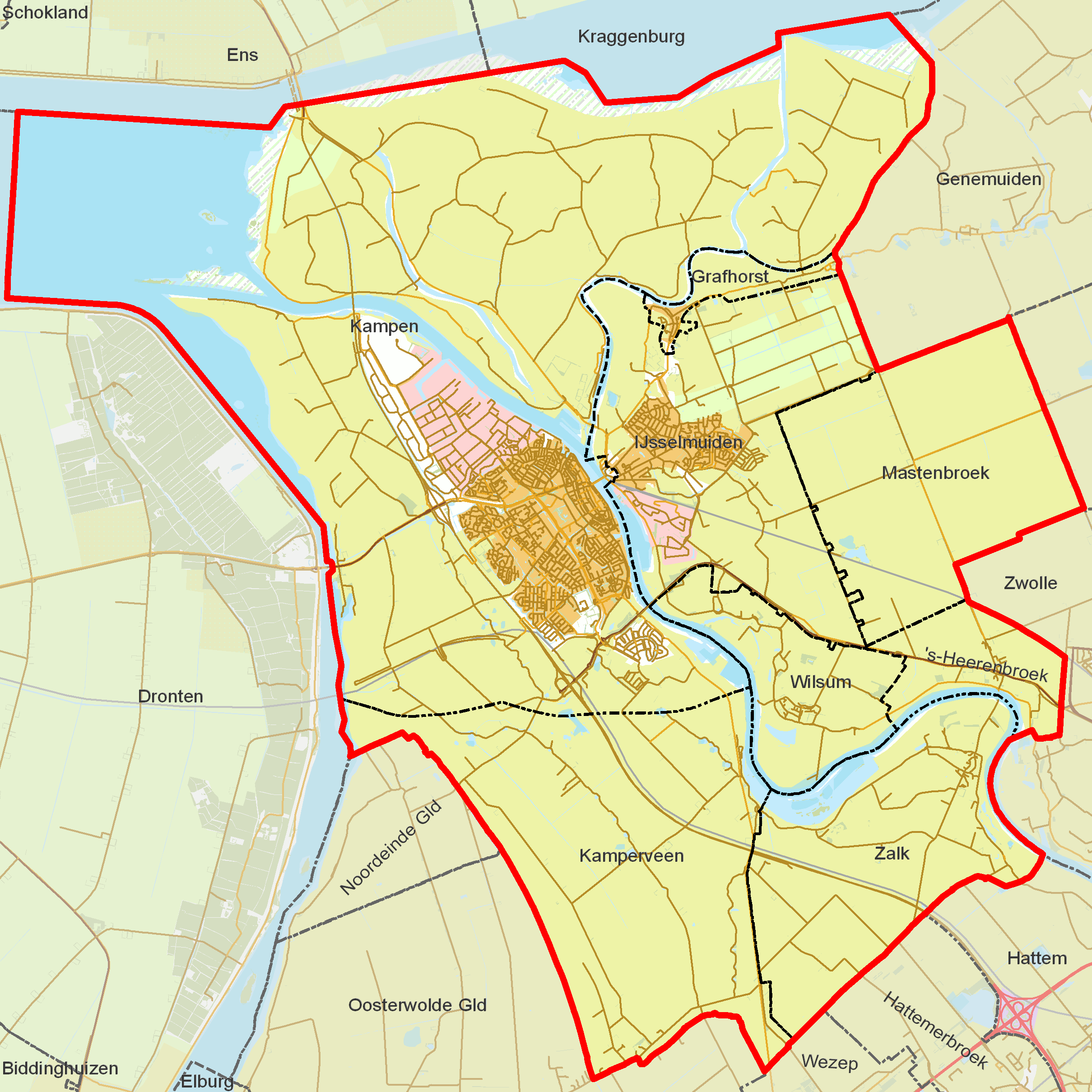
Woonplaatsen in de gemeente Kampen

- Grafhorst (2896)
- 's-Heerenbroek (2899)
- IJsselmuiden (2895)
- Kampen (2894)
- Kamperveen (2900)
- Mastenbroek (2901)
- Wilsum (2898)
- Zalk (2897)

## Losser

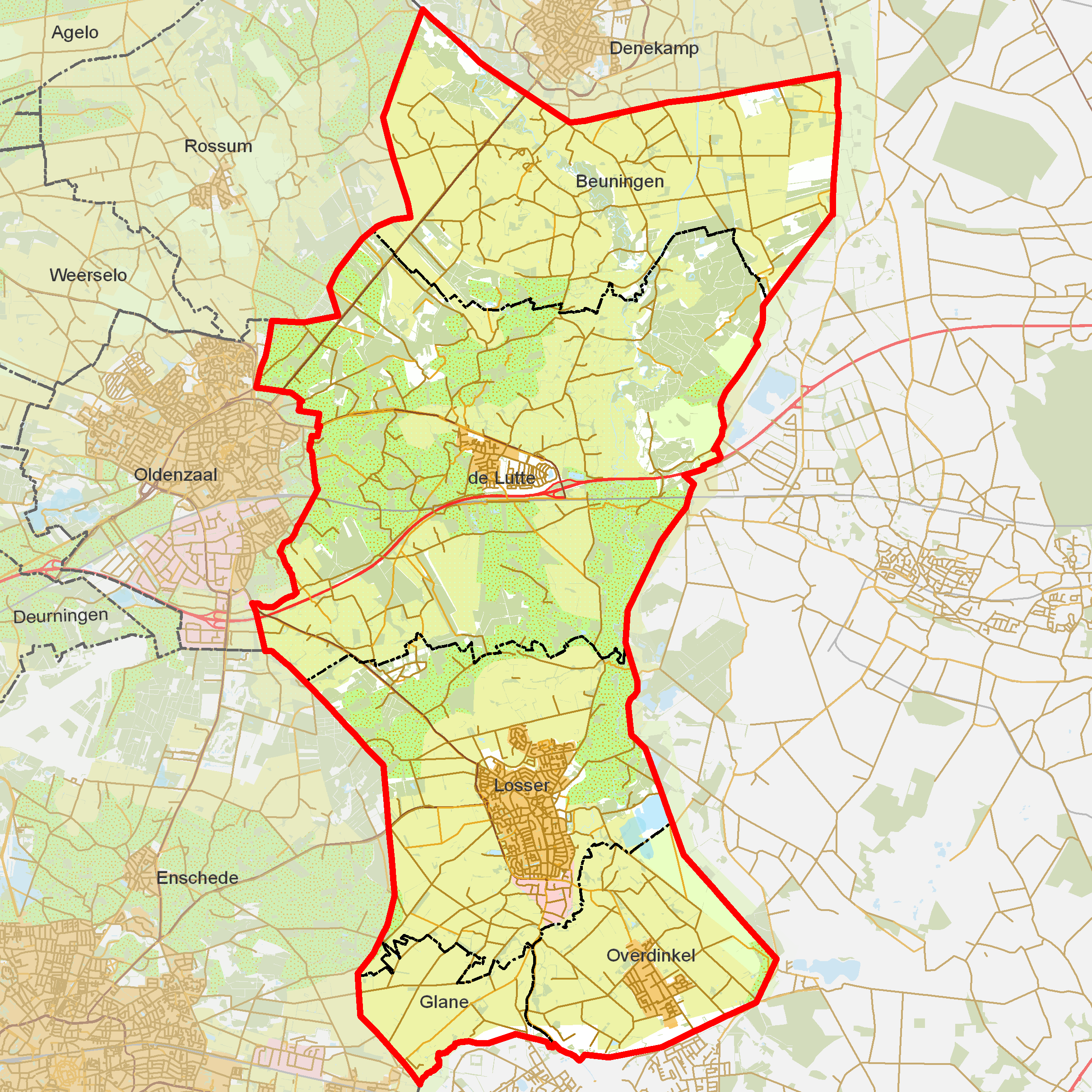
Woonplaatsen in de gemeente Losser

- Beuningen (1711)
- De Lutte (1714)
- Glane (1712)
- Losser (1713)
- Overdinkel (1715)

## Oldenzaal

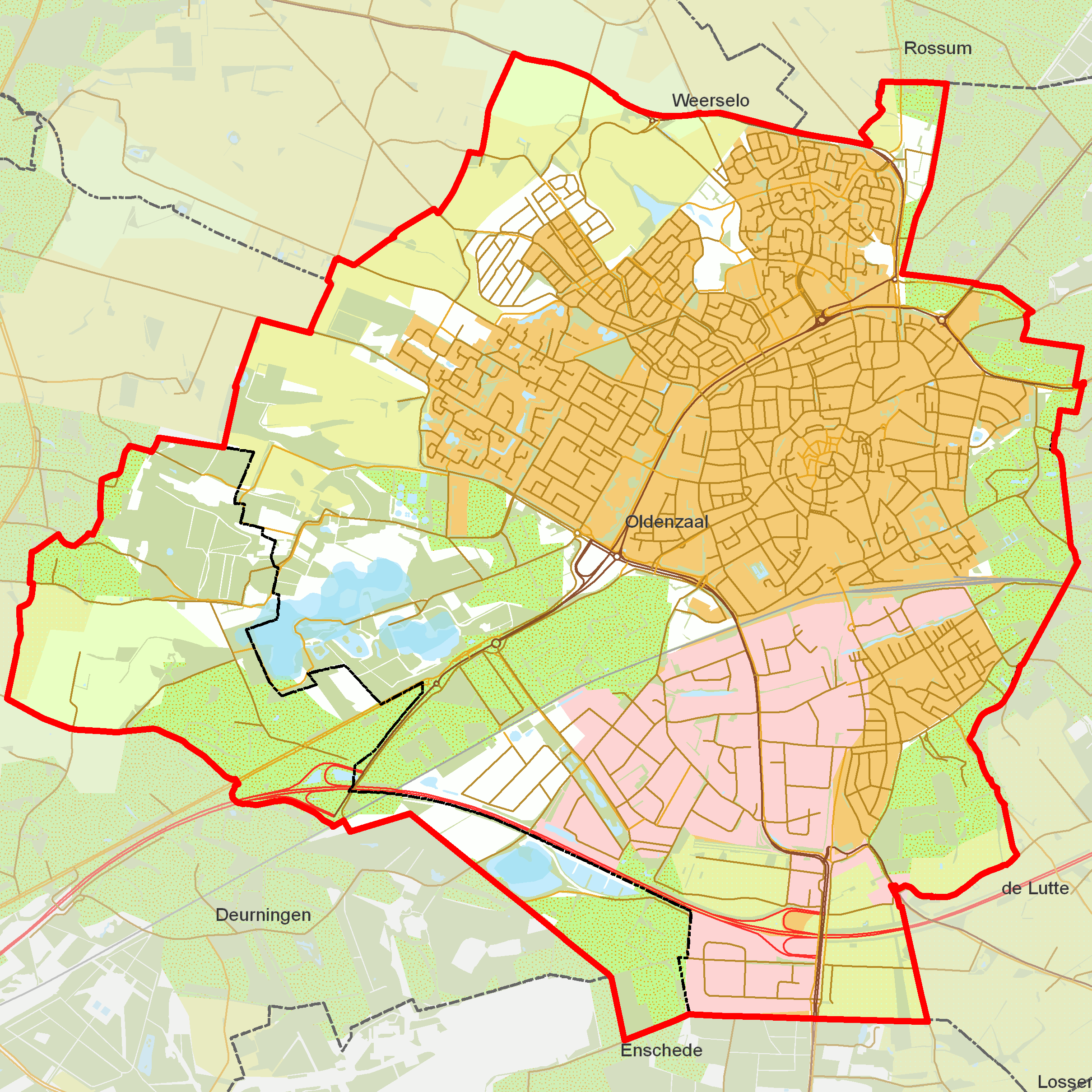
Woonplaatsen in de gemeente Oldenzaal

- Deurningen (1669)
- Oldenzaal (1668)

## Olst-Wijhe

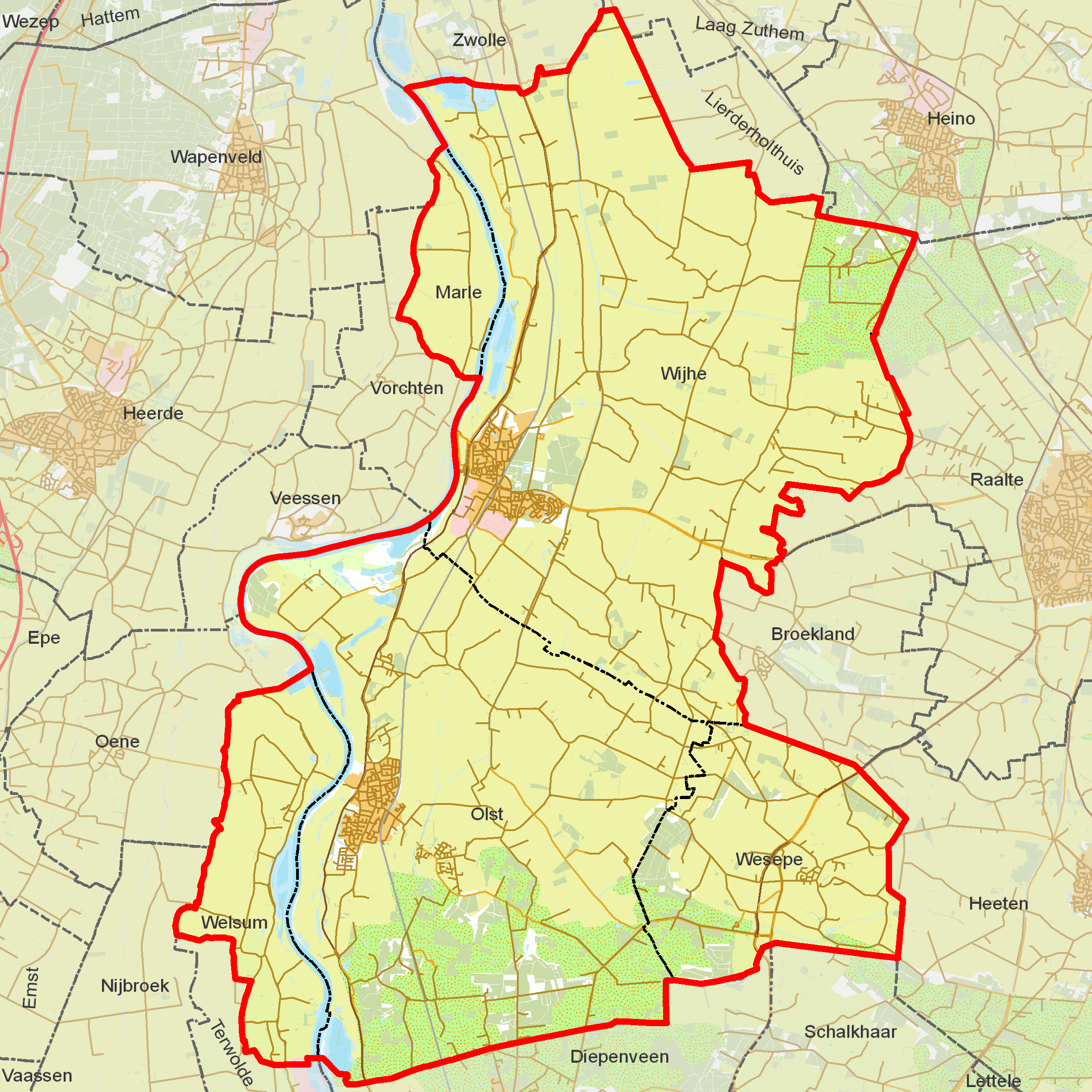
Woonplaatsen in de gemeente Olst-Wijhe

- Marle (1383)
- Olst (1379)
- Welsum (1382)
- Wesepe (1381)
- Wijhe (1380)

## Ommen

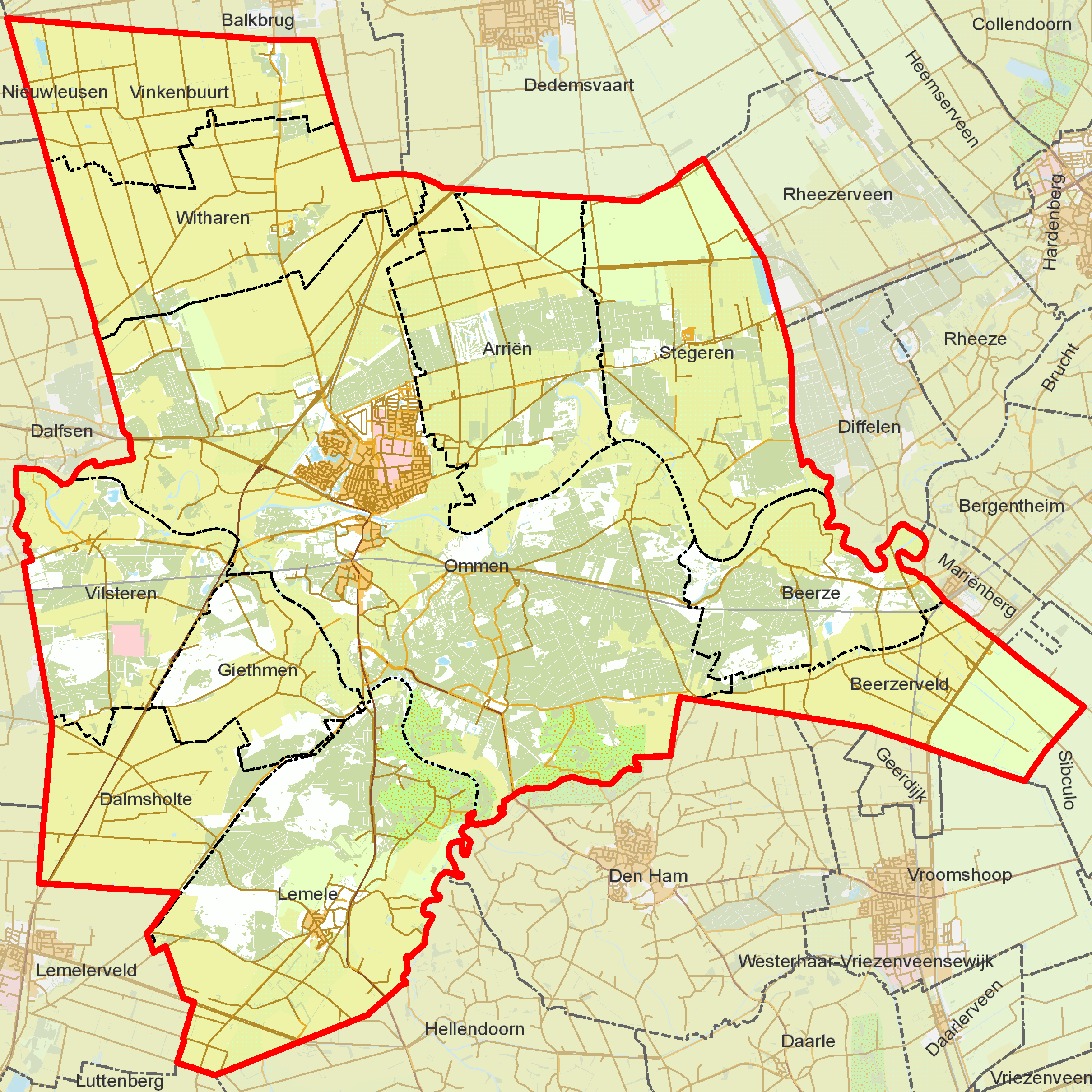
Woonplaatsen in de gemeente Ommen

- Arriën (2547)
- Beerze (2548)
- Beerzerveld (2549)
- Dalmsholte (2550)
- Giethmen (2551)
- Lemele (2552)
- Ommen (2546)
- Stegeren (2553)
- Vilsteren (2554)
- Vinkenbuurt (2555)
- Witharen (2556)

## Raalte

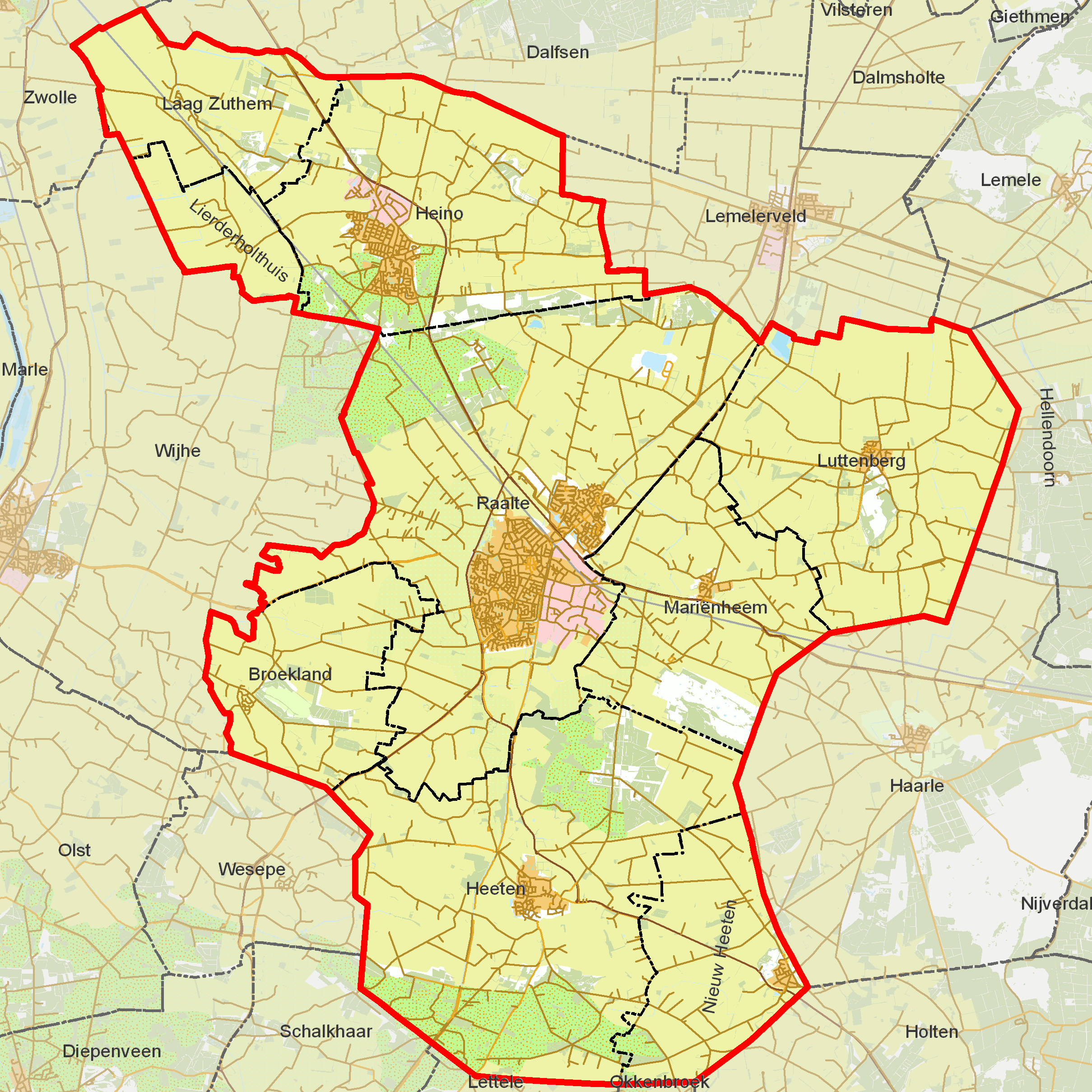
Woonplaatsen in de gemeente Raalte

- Broekland (1497)
- Heeten (1498)
- Heino (1492)
- Laag Zuthem (1495)
- Lierderholthuis (1496)
- Luttenberg (1494)
- Mariënheem (1493)
- Nieuw Heeten (1499)
- Raalte (1491)

## Rijssen-Holten

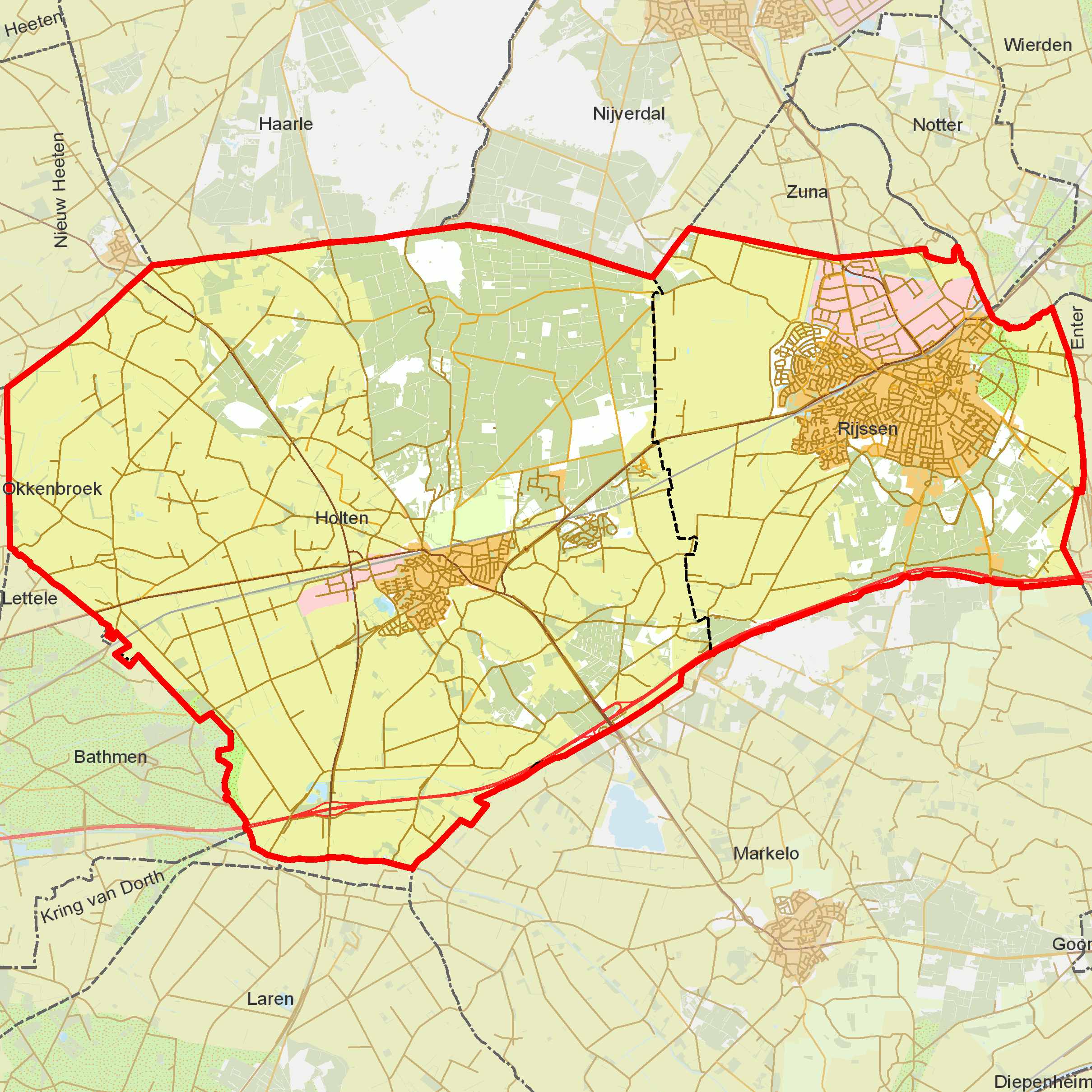
Woonplaatsen in de gemeente Rijssen-Holten

- Holten (1567)
- Rijssen (1566)

## Staphorst

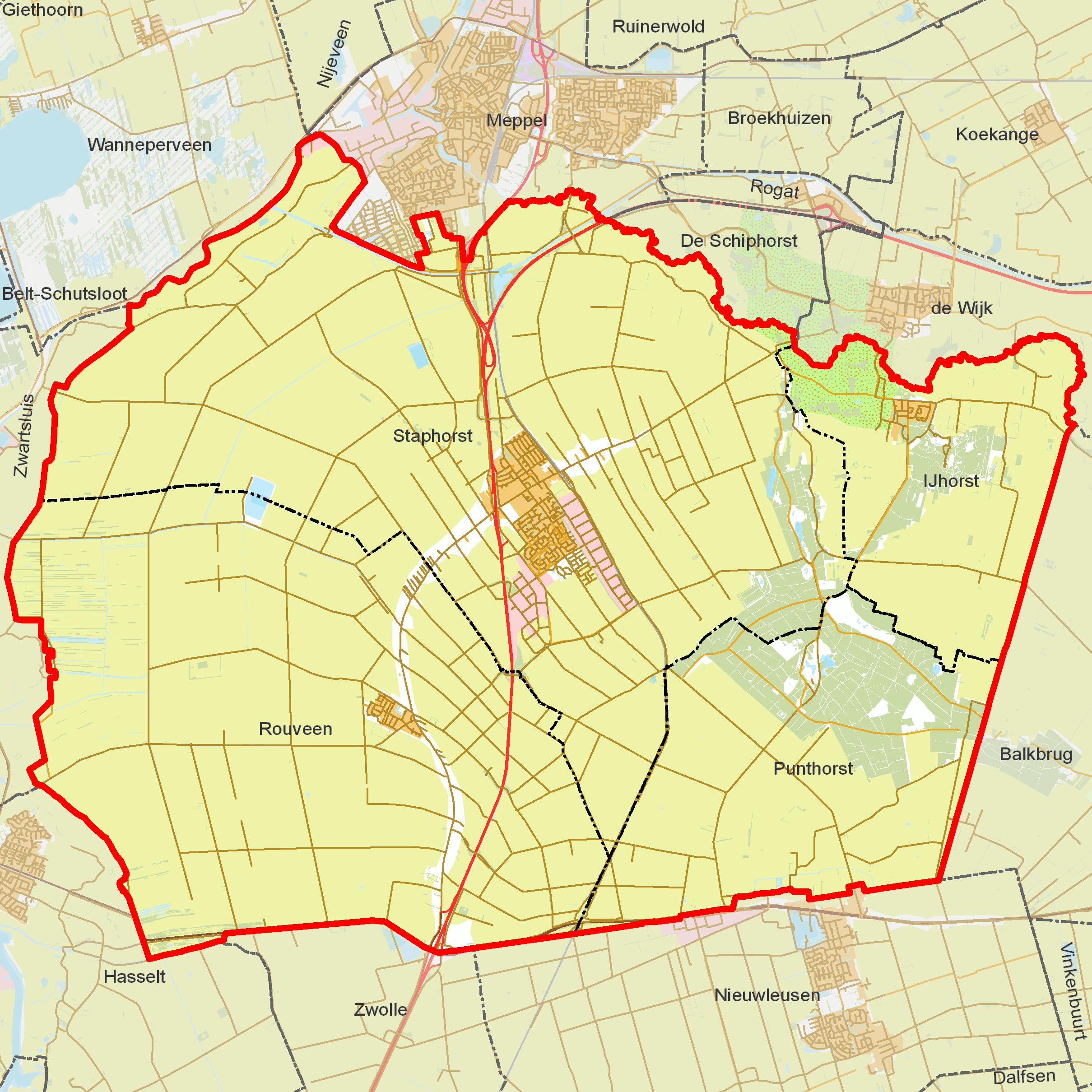
Woonplaatsen in de gemeente Staphorst

- IJhorst (1048)
- Punthorst (1049)
- Rouveen (1047)
- Staphorst (1046)

## Steenwijkerland

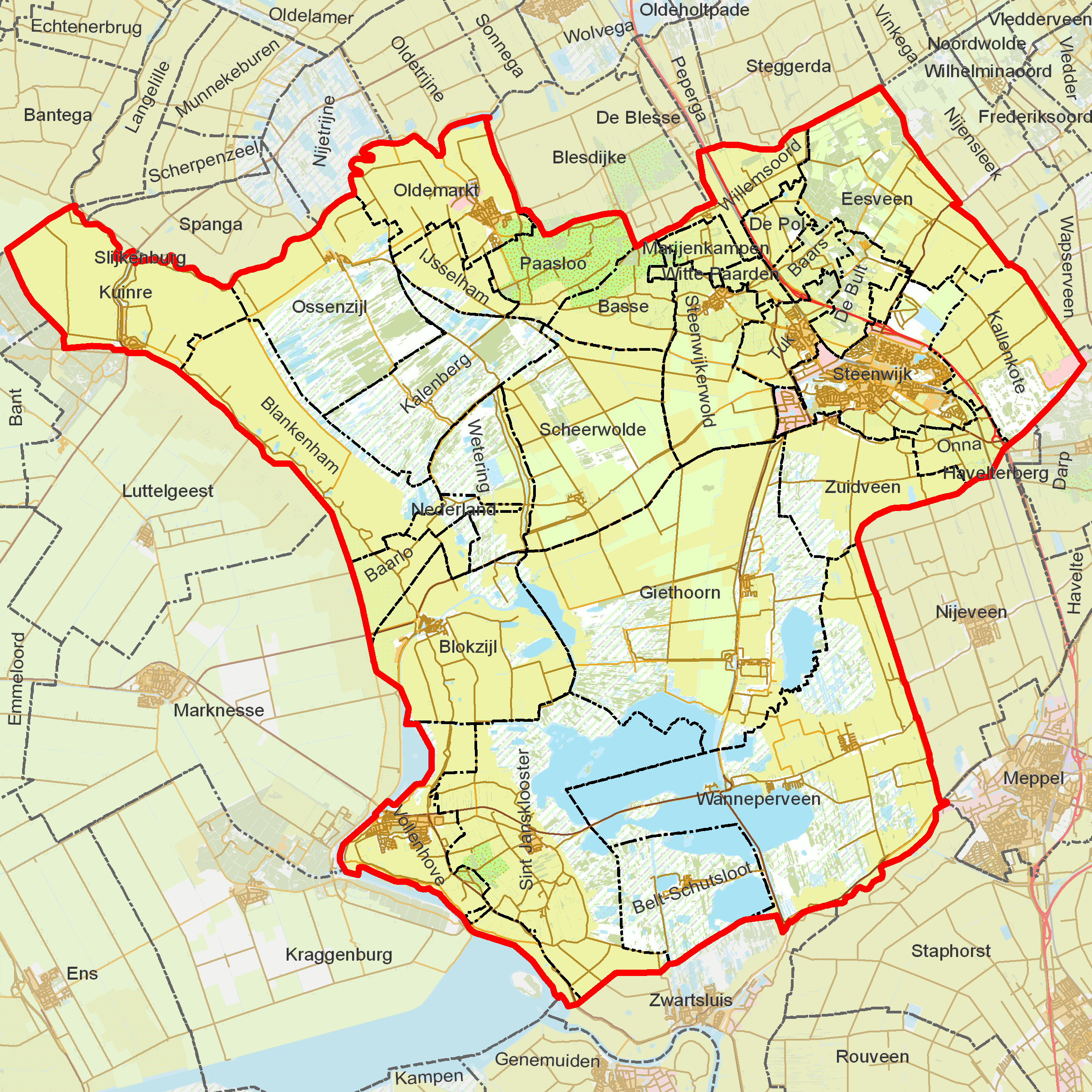
Woonplaatsen in de gemeente Steenwijkerland

- Baarlo (2691)
- Baars (2692)
- Basse (2693)
- Belt-Schutsloot (2694)
- Blankenham (2695)
- Blokzijl (2696)
- De Bult (2697)
- De Pol (2698)
- Eesveen (2699)
- Giethoorn (2700)
- IJsselham (2701)
- Kalenberg (2702)
- Kallenkote (2703)
- Kuinre (2704)
- Marijenkampen (2705)
- Nederland (2706)
- Oldemarkt (2707)
- Onna (2708)
- Ossenzijl (2709)
- Paasloo (2710)
- Scheerwolde (2711)
- Sint Jansklooster (2712)
- Steenwijk (2713)
- Steenwijkerwold (2714)
- Tuk (2715)
- Vollenhove (2716)
- Wanneperveen (2717)
- Wetering (2718)
- Willemsoord (2719)
- Witte Paarden (2720)
- Zuidveen (2721)

## Tubbergen

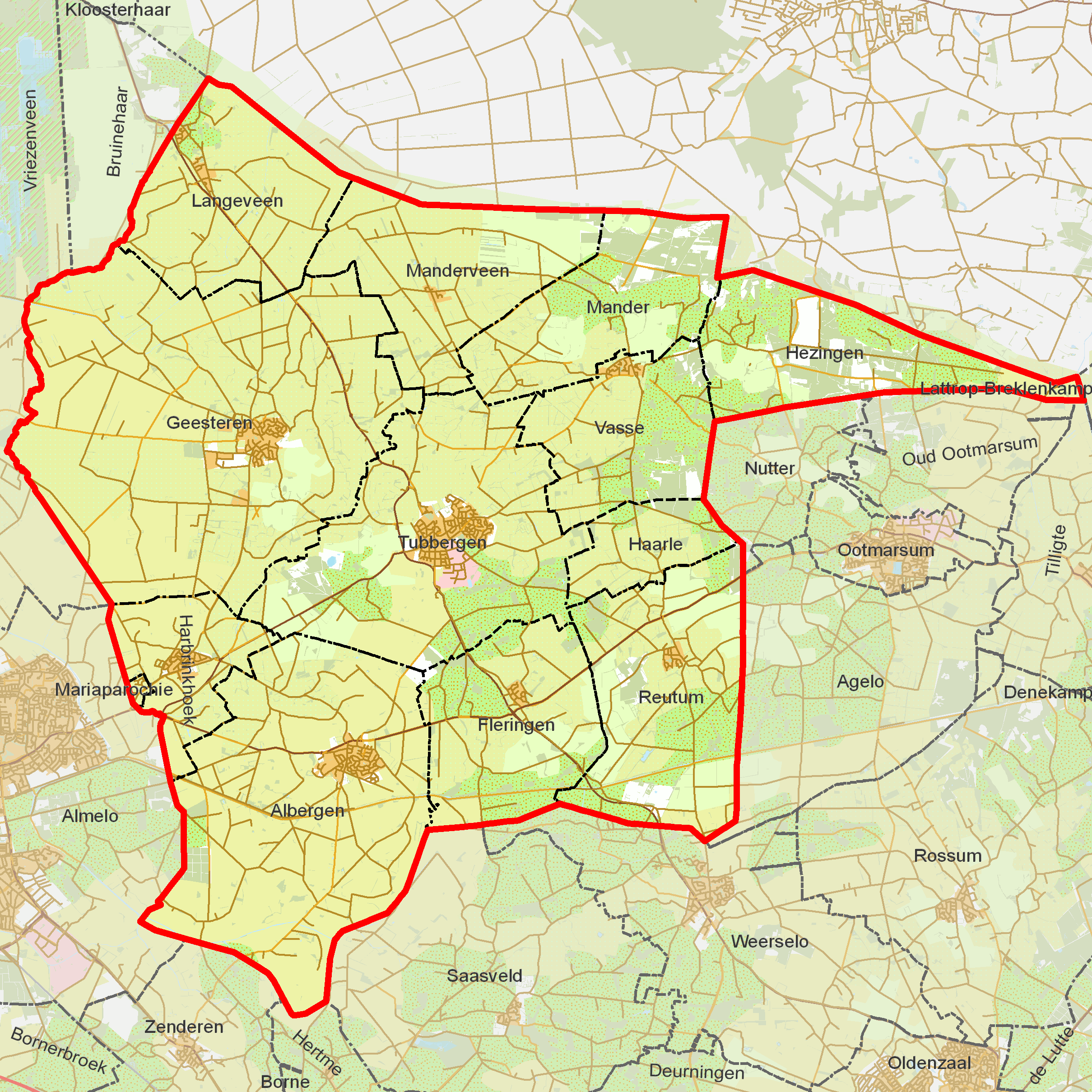
Woonplaatsen in de gemeente Tubbergen

- Albergen (1283)
- Fleringen (1284)
- Geesteren (1285)
- Haarle (1286)
- Harbrinkhoek (1287)
- Hezingen (1288)
- Langeveen (1289)
- Mander (1290)
- Manderveen (1291)
- Mariaparochie (1292)
- Reutum (1293)
- Tubbergen (1294)
- Vasse (1295)

## Twenterand
- Bruinehaar (3320)
- Den Ham (3321)
- Geerdijk (3322)
- Kloosterhaar (3323)
- Sibculo (3324)
- Vriezenveen (3325)
- Vroomshoop (3326)

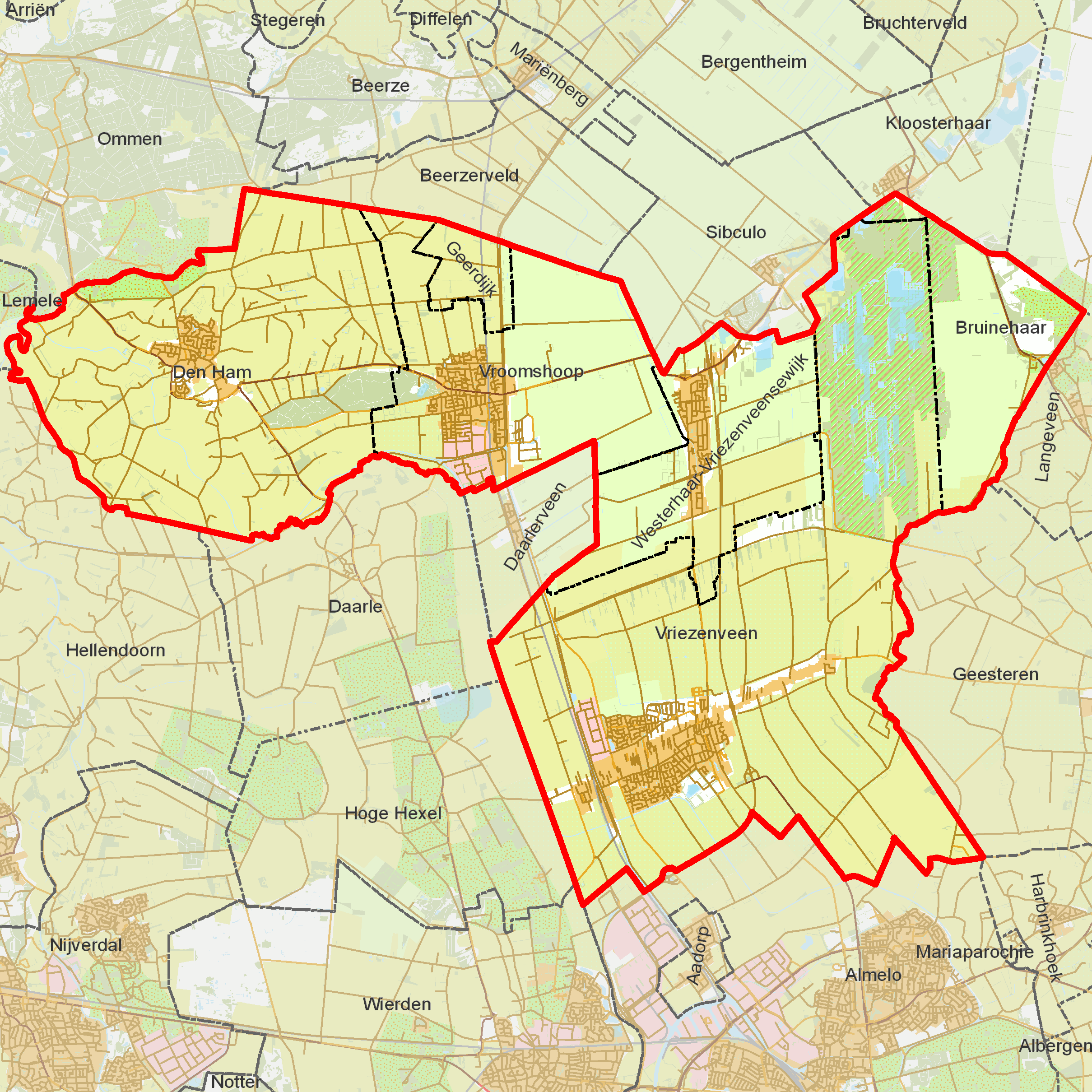
Woonplaatsen in de gemeente Twenterand

- Westerhaar-Vriezenveensewijk (3327)

## Wierden

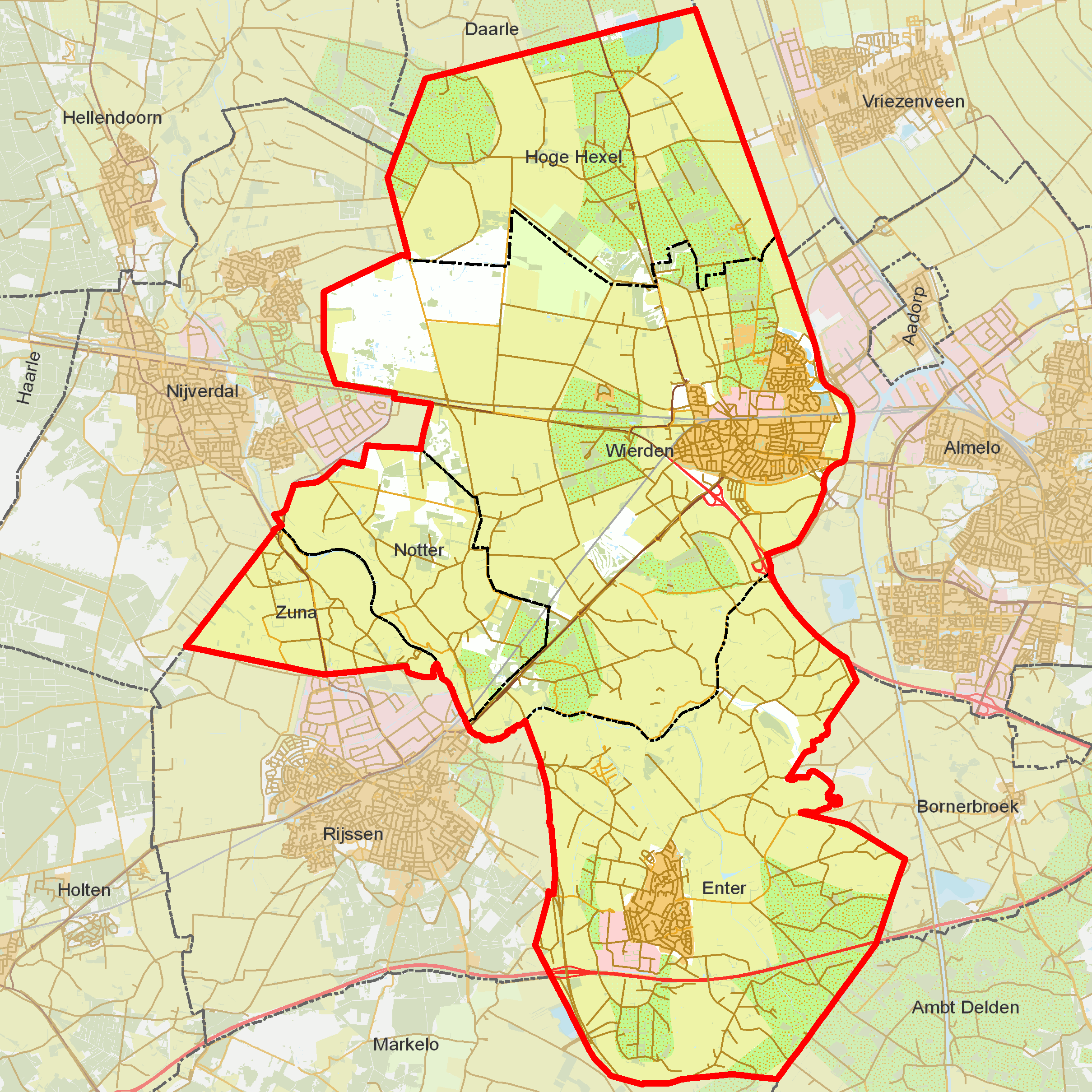
Woonplaatsen in de gemeente Wierden

- Enter (1088)
- Hoge Hexel (1089)
- Notter (1090)
- Wierden (1087)
- Zuna (1091)

## Zwartewaterland

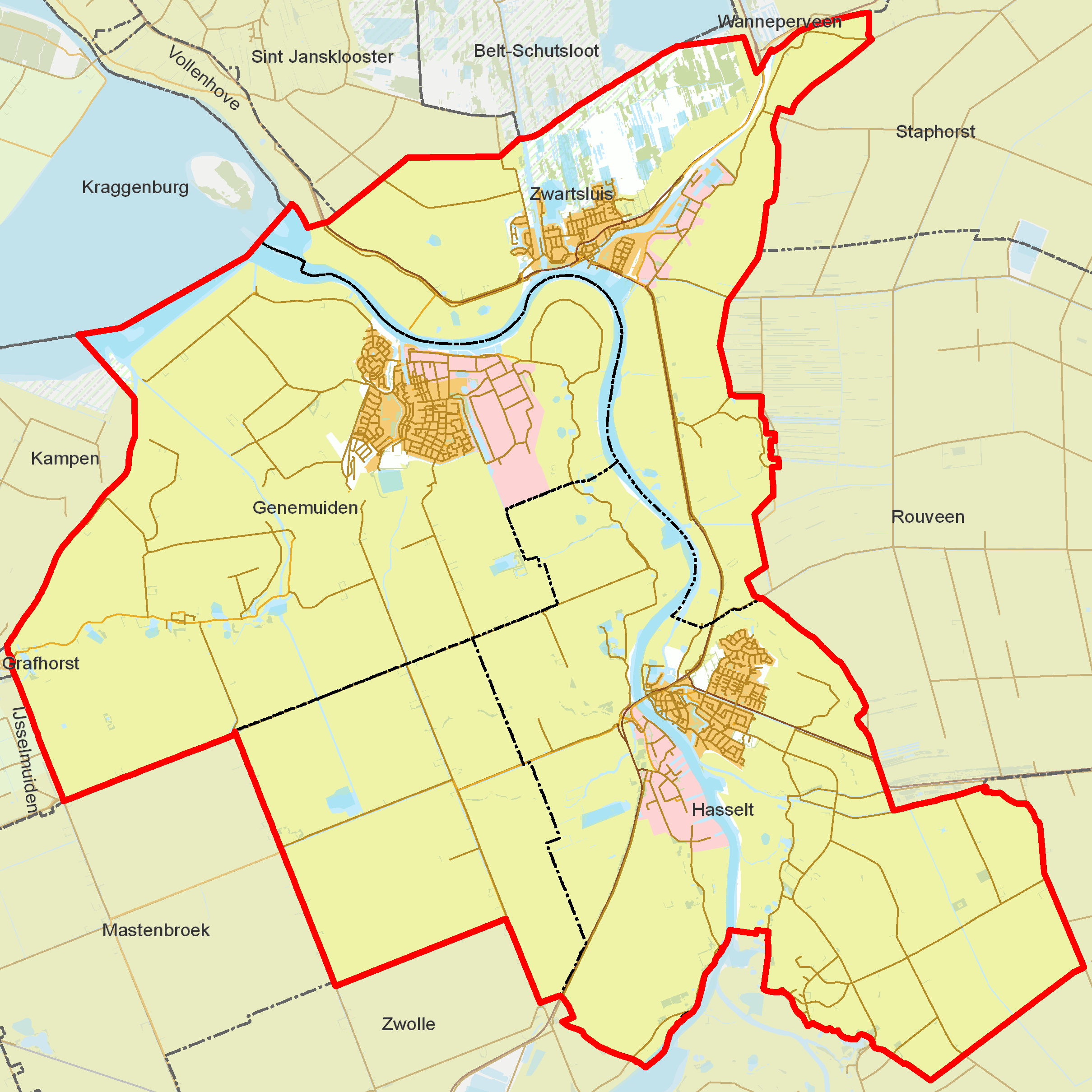
Woonplaatsen in de gemeente Zwartewaterland

- Genemuiden (2198)
- Hasselt (2199)
- Mastenbroek (2200)
- Zwartsluis (2201)

## Zwolle

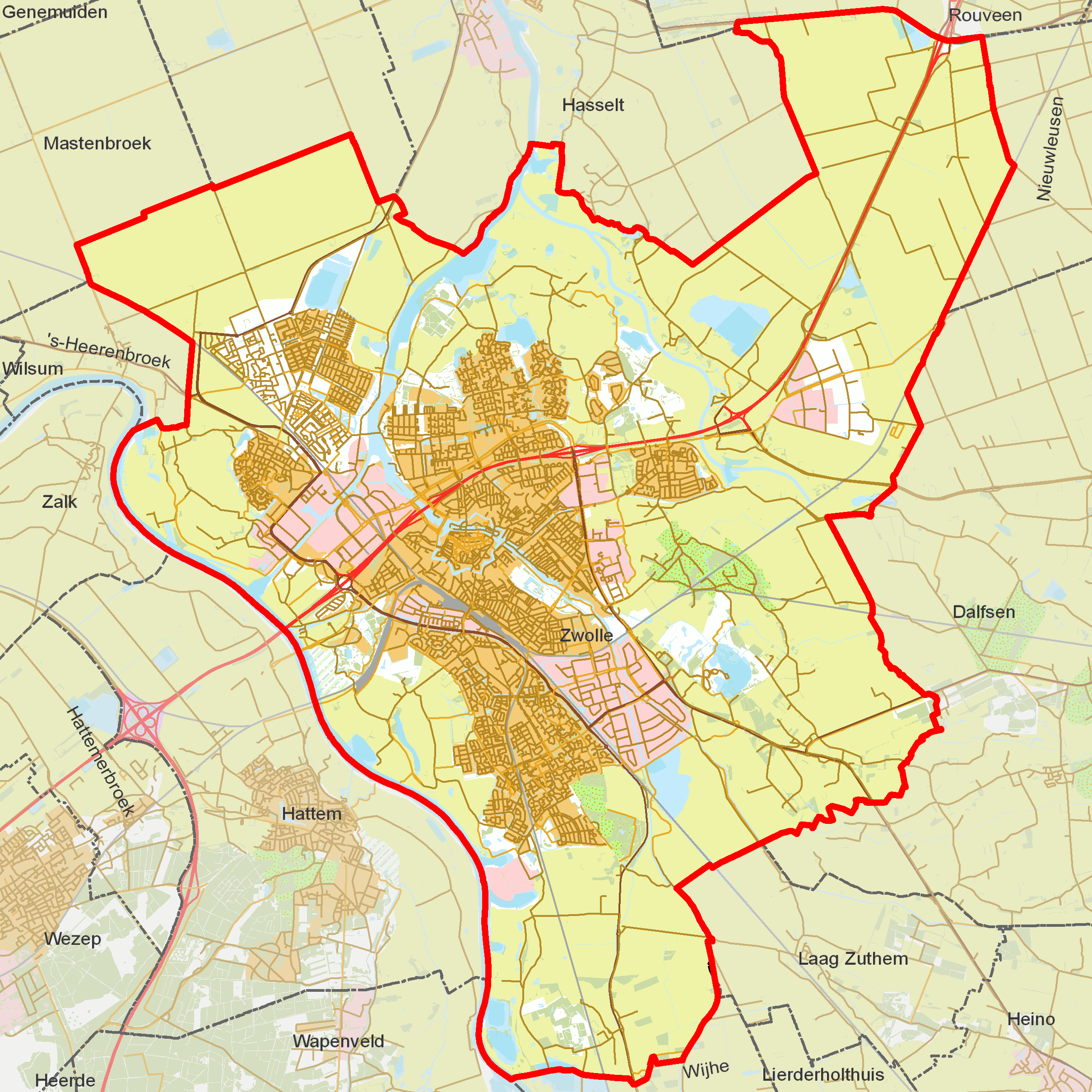
Woonplaatsen in de gemeente Zwolle

- Zwolle (1182)